# Roberta Lombardi
Roberta Lombardi (Orbetello, 15 agosto 1973) è una politica italiana, dal 2021 al 2023 assessore alla transizione ecologica e digitale della regione Lazio, nonché consigliere regionale del Movimento 5 Stelle alla Regione Lazio.
È stata deputata, nonché prima capogruppo del M5S alla Camera dei deputati.

## Biografia
Nata a Orbetello ma di origini ciociare da Boville Ernica, è madre di due figli. Si è laureata in Giurisprudenza all'Università degli Studi di Roma "La Sapienza" con tesi in diritto commerciale internazionale e ha seguito un corso in sviluppo manageriale presso la LUISS Guido Carli Management. Dal 2004 lavora presso un'azienda di interior design.

### Attività politica
Nel 2008 ha partecipato alle elezioni comunali di Roma, candidandosi al consiglio comunale con la lista Civica "Amici di Beppe Grillo Roma", ottenendo 191 preferenze ma senza essere eletta. Entra poi a far parte del Movimento 5 Stelle fin dalla sua fondazione. Nel dicembre 2012 partecipa alle elezioni primarie del Movimento 5 Stelle per la composizione delle liste elettorali in vista delle elezioni politiche del 24 e 25 febbraio. Alle elezioni politiche del 2013 viene quindi candidata ed eletta alla Camera dei deputati nella circoscrizione elettorale Lazio 1.

#### Deputata nazionale
Il 19 marzo 2013 viene eletta presidente del gruppo parlamentare del Movimento 5 Stelle alla Camera. In virtù del regolamento interno del gruppo, che prevede la rotazione trimestrale della carica, il 5 giugno 2013 cede ufficiosamente la funzione di "capogruppo" e portavoce al vicecapogruppo vicario Riccardo Nuti, pur rimanendo ufficialmente presidente del gruppo per motivi burocratici. Il 24 luglio 2013 si dimette da presidente del gruppo 5 Stelle alla Camera come da regole del movimento.
Nel 2015 elegge il proprio domicilio parlamentare nella casa di una disoccupata sfrattata e madre di due figli piccoli, a fianco delle associazioni per la casa e dei sindacati di base. Nel 2016 sale alle cronache nazionali per aver criticato pubblicamente Raffaele Marra, ex vice capo di gabinetto della sindaca di Roma Virginia Raggi, finito agli arresti con l'accusa di corruzione.
Il 19 febbraio 2017 critica duramente il progetto dello Stadio della A.S. Roma approvato dalla precedente amministrazione capitolina guidata da Ignazio Marino, definendolo una «colata di cemento».
ll 14 ottobre 2017 viene ufficializzata la sua candidatura alla presidenza della Regione Lazio in vista delle elezioni regionali del 2018, dopo aver vinto le primarie online contro Davide Barillari (candidato presidente alle regionali del 2013) e Valentina Corrado. Il 4 marzo 2018, in concomitanza con le elezioni politiche, si piazza al terzo posto con il 27% dei voti, dietro al candidato di centro-destra Stefano Parisi (31,17%) e il presidente uscente Nicola Zingaretti (32,92%), che viene quindi rieletto.. Viene comunque eletta consigliere regionale della regione Lazio, diventando capogruppo del Movimento 5 Stelle in consiglio regionale del Lazio.

#### Consigliera regionale e assessore
Nel corso degli anni in consiglio regionale si è contraddistinta per un atteggiamento dialogante con la maggioranza, che negli anni hanno portato a una serie di voti favorevoli del Movimento 5 Stelle in consiglio.
Il 12 marzo 2021, con l'entrata in giunta regionale del Lazio del Movimento 5 Stelle, Lombardi viene nominata assessore alla transizione ecologica e digitale della regione Lazio dal presidente della regione Nicola Zingaretti.
Termina l'esperienza politica nel 2023 alla fine del secondo mandato tra Parlamento e Regione.

## Caso Marra
Nel bel mezzo del caos sulle nomine in Campidoglio, il 3 luglio 2016 Raffaele Marra, allora braccio destro della sindaca di Roma Virginia Raggi, in un colloquio con Huffington Post Italia si autodefinisce in sua difesa «lo spermatozoo che ha fecondato l'ovulo del Movimento 5 Stelle».
A stretto giro arriva la replica della deputata Roberta Lombardi, che in post sul suo profilo Facebook lo accusa di essere invece «il virus che ha infettato il Movimento»;. Poche settimane più tardi Raffaele Marra sarà arrestato e condotto nel carcere di Regina Coeli dai carabinieri del Nucleo investigativo del comando provinciale di Roma, con l'accusa di aver ricevuto una maxi tangente da 367.000 euro dall'immobiliarista Sergio Scarpellini (arrestato anche lui).
A poche ore dall'arresto, Roberta Lombardi dichiarerà di essere «fiera di stare dalla parte giusta».

## Controversie
Nel gennaio 2013 hanno suscitato polemiche le affermazioni scritte nel suo blog, riferite al fascismo: «prima che degenerasse [il fascismo] aveva una dimensione nazionale di comunità attinta a piene mani dal socialismo, un altissimo senso dello stato e la tutela della famiglia». Il giorno successivo affermò di essere contro il fascismo.
A giugno 2016 destò particolare scalpore la lettera scritta su carta intestata della Camera dei Deputati, inviata al Terzo Municipio di Roma per sollecitare degli interventi di riqualificazione per bonifica da amianto nella scuola frequentata dai propri figli e dalla figlia del suo braccio destro, Marcello De Vito. Si difese affermando di aver utilizzato la medesima procedura in altri casi.